# Colostygia pyrenaeata
Colostygia pyrenaeata är en fjärilsart som beskrevs av Bubacek 1926. Colostygia pyrenaeata ingår i släktet Colostygia och familjen mätare. Inga underarter finns listade i Catalogue of Life.